# Списак дивизија НОВЈ
У саставу Народноослободилачке војске Југославије (НОВЈ), у току Народноослободилачког рата, формирано је 69 дивизија — 54 дивизије копнене војске, две ваздухопловне дивизије, четири италијанске дивизије и 9 дивизија народне одбране, које су се налазиле у саставу Корпуса народне одбране Југославије (КНОЈ).

## Дивизије копнене војске
| назив                       | датум формирања       | састав у време формирања                                                      | реф    |
| --------------------------- | --------------------- | ----------------------------------------------------------------------------- | ------ |
| 1. пролетерска ударна       | 1. новембар 1942.     | Прва пролетерска, Трећа пролетерска и Трећа крајишка бригада                  | [ 3 ]  |
| 2. пролетерска ударна       | 1. новембар 1942.     | Друга пролетерска, Четврта пролетерска бригада и Друга далматинска бригада    | [ 4 ]  |
| 3. ударна                   | 1. новембар 1942.     | Пета пролетерска, Десета херцеговачка и Прва далматинска бригада              | [ 5 ]  |
| 4. крајишка                 | 9. новембар 1942.     | Друга, Пета и Шеста крајишка бригада                                          | [ 6 ]  |
| 5. крајишка                 | 9. новембар 1942.     | Прва, Четврта и Седма крајишка бригада                                        | [ 7 ]  |
| 6. личка пролетерска ударна | 22. новембар 1942.    | Прва, Друга и Трећа личка бригада                                             | [ 8 ]  |
| 7. банијска                 | 22. новембар 1942.    | Седма банијска, Осма банијска и Тринаеста пролетерска бригада                 | [ 9 ]  |
| 8. кордунашка               | 22. новембар 1942.    | Четврта кордунашка, Пета кордунашка и Шеста приморско-горанска бригада        | [ 10 ] |
| 9. далматинска              | 13. фебруар 1943.     | Трећа, Четврта и Пета далматинска бригада                                     | [ 11 ] |
| 10. крајишка                | 13. фебруар 1943.     | Десета крајишка бригада и Рибнички партизански одред                          | [ 12 ] |
| 11. крајишка                | 1. јун 1943.          | Пета козарска и 12. крајишка бригада и Бањалучки и Козарачки одред            | [ 13 ] |
| 12. славонска               | 30. децембар 1942.    | 12. славонска, 17. славонска бригада и 16. бригада Јожа Влаховић              | [ 14 ] |
| 13. приморско-горанска      | 19. април 1943.       | Шеста и 14. приморско-горанска бригада                                        | [ 15 ] |
| 14. словеначка              | 13. јул 1943.         | Прва, Друга, Трећа и Седма словеначка бригада                                 | [ 16 ] |
| 15. словеначка              | 13. јул 1943.         | Четврта, Пета и Шеста словеначка бригада                                      | [ 17 ] |
| 16. војвођанска             | 2. јул 1943.          | Прва, Друга и Трећа војвођанска бригада                                       | [ 8 ]  |
| 17. источнобосанска         | 2. јули 1943.         | Шеста источнобосанска и Прва мајевичка бригада                                | [ 18 ] |
| 18. словеначка              | 14. септембар 1943.   | Осма, Девета и Десета словеначка бригада                                      | [ 10 ] |
| 19. севернодалматинска      | 4. октобар 1943.      | Пета, Шеста и Седма далматинска бригада                                       | [ 11 ] |
| 20. далматинска             | 10. октобар 1943.     | Осма, Девета и 10. далматинска бригада                                        | [ 19 ] |
| 21. српска                  | 20. мај 1944.         | Четврта, Пета и Шеста српска бригада                                          | [ 14 ] |
| 22. српска                  | 22. мај 1944.         | Осма, Десета и 12. српска бригада                                             | [ 14 ] |
| 23. српска                  | 6. јун 1944.          | Седма и Девета српска бригада                                                 | [ 14 ] |
| 24. српска                  | 10. јун 1944.         | 11, 13., 15. и 17. српска бригада                                             | [ 19 ] |
| 25. српска                  | 21. јун 1944.         | 16, 18 и 19. српска бригада                                                   | [ 14 ] |
| 26. далматинска             | 8. октобар 1943.      | 11, 12. и 13. далматинска бригада                                             | [ 14 ] |
| 27. источнобосанска         | 10. октобар 1943.     | Друга крајишка, 17. мајевичка и 18. источнобосанска бригада                   | [ 14 ] |
| 28. славонска               | 17. мај 1943.         | 17. и 21. славонска бригада                                                   | [ 14 ] |
| 29. херцеговачка            | 21. новембар 1943.    | 10, 11, 12, 13. и 14. херцеговачка бригада                                    | [ 19 ] |
| 30. словеначка              | 6. октобар 1943.      | 17, 18 и 19. словеначка бригада                                               | [ 20 ] |
| 31. словеначка              | 6. октобар 1943.      | 7. словеначка, 16. словеначка и Толминска бригада                             | [ 15 ] |
| 32. загорска                | 12. децембар 1943.    | Бригада Браћа Радић и Бригада Матија Губец                                    | [ 20 ] |
| 33. хрватска                | 19. јануар 1944.      | Прва и Друга (мославачка) бригада                                             | [ 15 ] |
| 34. хрватска                | 30. јануар 1944.      | 16. омладинска и Бригада Фрањо Огулинац Сељо                                  | [ 20 ] |
| 35. личка                   | 30. јануар 1944.      | Прва и Друга бригада оперативног штаба за Лику                                | [ 15 ] |
| 36. војвођанска             | 3. март 1944.         | Трећа, Пета и Шеста војвођанска бригада                                       | [ 15 ] |
| 37. санџачка                | 4. март 1944.         | Трећа пролетерска, Четврта санџачка и Осма црногорска бригада                 | [ 15 ] |
| 38. источнобосанска         | 6. март 1944.         | 17. мајевичка и 18. источнобосанска бригада                                   | [ 15 ] |
| 39. крајишка                | 20. март 1944.        | 13. и 15. крајишка бригада                                                    | [ 20 ] |
| 40. славонска               | 15. јул 1944.         | Омладинска бригада Јожа Влаховић и 18. славонска бригада                      | [ 16 ] |
| 41. македонска              | 3. септембар 1944.    | Друга, Девета и 10. македонска бригада                                        | [ 16 ] |
| 42. македонска              | 7. септембар 1944.    | Трећа, Осма и 12. македонска бригада                                          | [ 16 ] |
| 43. истарска                | 29. август 1944.      | Прва, Друга и Трећа истарска бригада                                          | [ 16 ] |
| 45. српска                  | 3. септембар 1944.    | 20. и 23. српска бригада                                                      | [ 16 ] |
| 46. српска                  | 20. септембар 1944.   | 25, 26. и 27. српска бригада                                                  | [ 16 ] |
| 47. српска                  | 1. октобар 1944.      | 15, 28. и 29. српска бригада                                                  | [ 16 ] |
| 48. македонска              | 28. септембар 1944.   | Прва македонска, Шеста македонска, 15. македонска и Четврта шиптарска бригада | [ 16 ] |
| 49. македонска              | 10. септембар 1944.   | Пета и 17. македонска бригада                                                 | [ 16 ] |
| 50. македонска              | 17. септембар 1944.   | Четврта, 13. и 14. македонска бригада                                         | [ 21 ] |
| 51. македонска              | 19. октобар 1944.     | Прва, 20. и 21. македонска бригада                                            | [ 21 ] |
| Кумановска                  | средина октобра 1944. | 16, 17 и 18. македонска бригада                                               | [ 22 ] |
| 51. војвођанска             | 13. новембар 1944.    | Седма, Осма и 12. војвођанска бригада                                         | [ 21 ] |
| 52. косовско-метохијска     | 8. фебруар 1945.      | Прва, Друга и Четврта косовско-метохијска бригада                             | [ 21 ] |
| 53. средњобосанска          | 20. јул 1944.         | 14. и 18. средњобосанска бригада                                              | [ 21 ] |

## Ваздухопловне дивизије
| назив                              | датум формирања    | састав у време формирања   | реф    |
| ---------------------------------- | ------------------ | -------------------------- | ------ |
| 11. ваздухопловна ловачка дивизија | 7. јануар 1945.    | 111, 112, 113. ловачки пук | [ 23 ] |
| 42. ваздухопловна јуришна дивизија | 29. децембар 1944. | 421, 422, 423. јуришни пук | [ 16 ] |

## Италијанске дивизије у НОВЈ
| назив                       | датум формирања   | напомена | реф    |
| --------------------------- | ----------------- | --- | ------ |
| Дивизија Венеција           | септембар 1943.   | формирана од италијанских бораца који су прешли на страну НОВЈ, 2. децембра ушла у састав Дивизије Гарибалди | [ 24 ] |
| Дивизија Гарибалди          | 2. децембар 1943. | формирана од делова дивизије Венеција и Тауринезе                                                            | [ 25 ] |
| Дивизија Гарибалди Натисоне | 17. август 1944.  | формирана од две италијанске гарибалдинске бригаде                                                           | [ 25 ] |
| Дивизија Гарибалди Фонтанот | 30. април 1945.   | формирана од реорганизоване дивизије Гарибалди Натисоне                                                      | [ 25 ] |